# Овсяница гигантская
Овся́ница гига́нтская, или исполи́нская (лат. Festúca gigántea) — травянистое растение, вид рода Овсяница семейства Злаки (Gramineae).
Широко распространённое евроазиатское растение, встречающееся в сыроватых лесах, по просекам и тропам, в парках.

## Ботаническое описание
Многолетнее рыхлодерновинное растение (45)60–150(170) см высотой. Стебель прямостоячий, с 2–3 узлами, в основании нередко с коричневыми отмершими чешуевидными листьями.

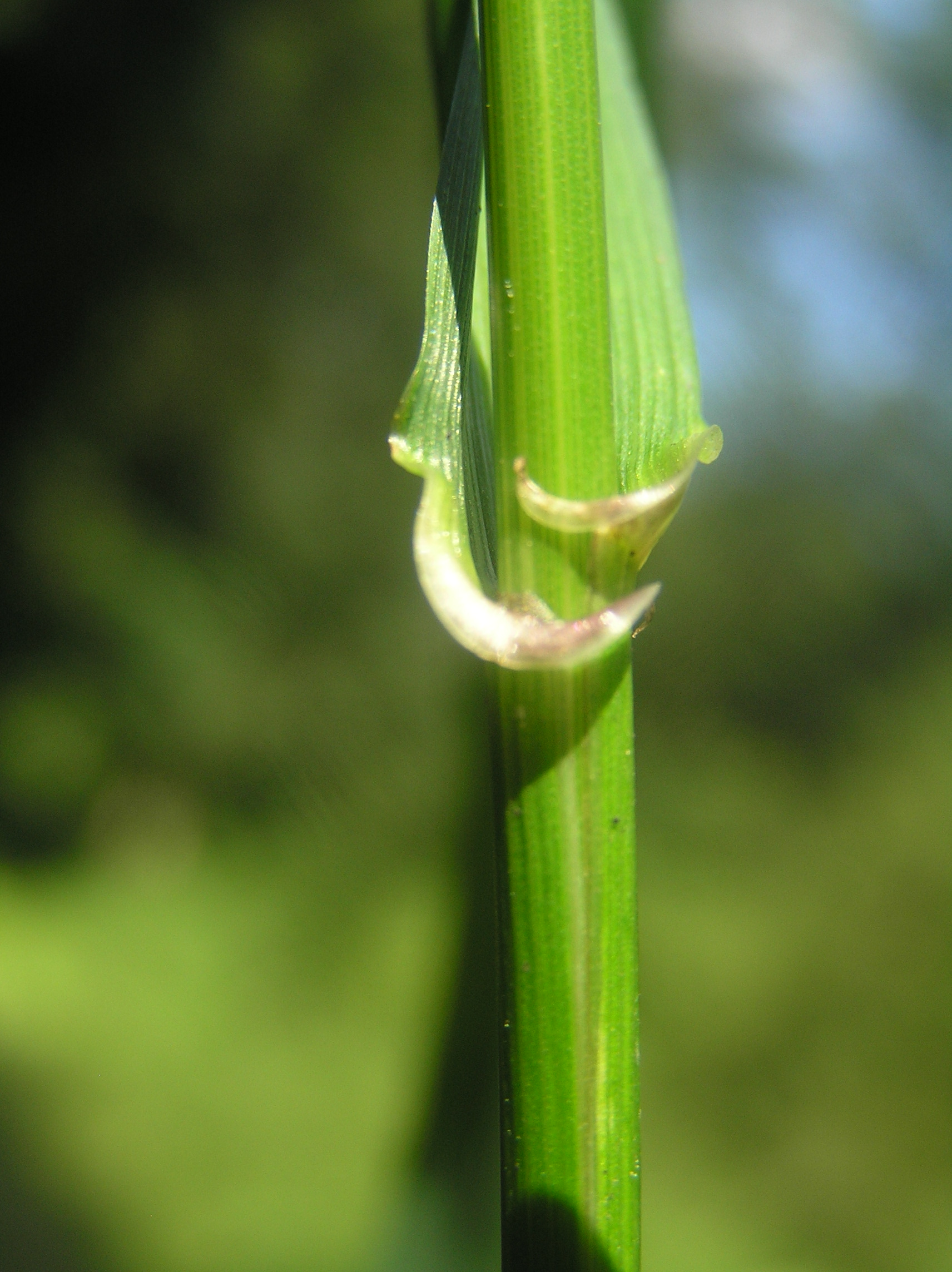
Ушки у листового влагалища овсяницы гигантской

Листья 15–35(50) см длиной и 5–18 мм шириной, тёмно-зелёные, блестящие, с выраженной средней жилкой и 26–36 боковыми жилками, обычно повисающие, с шероховатым краем, с рассеянными волосками. Влагалище листа с двумя крупными стеблеобъемлющими ушками, с коротким обрубленным язычком 1–1,5(2,5) мм длиной.
Цветки в рыхлой поникающей метёлке 15–25(50) см длиной с парными неравными шероховатыми веточками, короткие из которых — с 3–6 колосками, длинные — с 6–9 колосками. Колоски бледно-зелёные, 8–13(20) мм длиной, с 2–5(10) цветками. Колосковые чешуи ланцетные, заострённые, 5–7 мм длиной. Нижняя цветковая чешуя 6–9 мм длиной, с длинной извилистой остью 10–16 мм длиной. Пыльники 2,5–3 мм.
Зерновка до 5 мм длиной.
Цветение обычно с июня по август, плодоношение с июля по сентябрь.

## Распространение
Растение, широко распространённое в Европе, Центральной и Западной Азии, Северной Африке. В России — почти по всей территории Европейской части, а также на юге Сибири. Встречается в лесах, ольшаниках, зарослях кустарников, в садах и парках, по просекам и дорогам.
Произрастает на сильно перегнойных, несколько связных почвах тенистых лесов, среди кустарников. Является элементом горного высокотравья. От засухи не страдает благодаря глубоко проникающей корневой системе.

## Химический состав
| Фаза           | Содержание в % | Содержание в % | Содержание в % | Содержание в % | Содержание в % | Содержание в % | Содержание в % | Содержание в % | Содержание в % |
| Фаза           | Зола           | N              | Si             | P              | Cl             | Ca             | Mg             | K              | Na             |
| -------------- | -------------- | -------------- | -------------- | -------------- | -------------- | -------------- | -------------- | -------------- | -------------- |
| Выход в трубку | 12.78          | 2.86           | 3.14           | 1.06           | 0.51           | 0.64           | 0.20           | 5.35           | 0.50           |
| Цветение       | 8.96           | 1.45           | 2.69           | 0.53           | 0.23           | 0.54           | 0.17           | -              | -              |
| Зрелость       | 9.26           | 1.00           | 3.32           | 0.46           | 0.21           | 0.58           | 0.20           | -              | -              |

## Значение и применение
Хорошая кормовая трава. До цветения поедается всеми сельскохозяйственными животными. Лучше поедается крупным рогатым скотом, лошадьми. В поздних фазах вегетации поедается плохо. После скашивания даёт небольшую отаву, хорошо поедаемую скотом. На Крайнем Севере слабо поедается оленями. Семена служат кормом для рябчиков.
В Северной Америке культивируется.

## Таксономия

### Синонимы
- Avena flaccida Hack. ex Hook.f., 1896
- Avena gigantea (L.) Salisb., 1796
- Bromus aquaticus Schrank, 1789
- Bromus bonassorum Bornm., 1933
- Bromus giganteus L., 1753basionym
- Bromus longifolius Lyons, 1763
- Bromus scheuchzeri C.C.Gmel., 1826, nom. illeg.
- Bromus strigosus Lam., 1791
- Bromus triflorus L., 1762
- Bucetum giganteum (L.) Parn., 1842
- Drymonaetes giganteus (L.) Fourr., 1869
- Festuca bonassorum (Bornm.) Bornm., 1934
- Festuca pseudogigantea Ovcz. & Shibkova, 1957
- Festuca triflora (L.) Sm., 1808
- Forasaccus giganteus (L.) Bubani, 1901
- Lolium giganteum (L.) Darbysh., 1993
- Schedonorus giganteus (L.) Holub, 1998
- Trisetum flaccidum (Hack. ex Hook.f.) R.R.Stewart, 1945
- Zerna gigantea (L.) Panz. ex B.D.Jacks., 1895